# Claude-François Lizarde de Radonvilliers
Pour les articles homonymes, voir Radonvilliers (homonymie).
Claude-François Lizarde de Radonvilliers, baptisé le  6 novembre 1710 à Decize et mort 20 avril 1789 à Paris, est un jésuite (jusqu'en 1742) enseignant, auteur et pédagogue français.

## Biographie
Radonvilliers enseigne les langues étrangères dans plusieurs collèges de jésuites avant de quitter son ordre en 1742 pour devenir secrétaire de l’ambassadeur de France à Rome. Il est ensuite aumônier du roi et sous-précepteur des enfants de Louis XV, ce qui lui vaut d’être élu membre de l’Académie française en 1763 à la suite du décès de Marivaux. Il est abbé de l’abbaye de Villeneuve à Bignon, en 1770, et de l’abbaye de Neauphle-le-Vieux, en 1771. En 1774, Louis XVI, son ancien élève, le nomme conseiller d’État.
Il est l’auteur d’une méthode d’apprentissage des langues, De la Manière d’apprendre les langues, parue en 1768, dans laquelle il privilégie la pratique de la langue parlée plutôt que les exercices grammaticaux. Il y donne aussi une méthode de traduction, consistant d’abord à traduire les mots pour aborder ensuite la syntaxe de la phrase, tout en évitant la traduction littérale et en s’efforçant de reproduire la pensée de l’auteur. Il est considéré comme un des premiers précurseurs de la méthode globale d’apprentissage de la lecture et des méthodes de lecture rapide.
Les Œuvres diverses de Claude-François Lizarde de Radonvilliers ont été réunies en trois volumes en 1807.